# カール・ヒルティ
カール・ヒルティ（Carl Hilty、1833年2月28日 - 1909年10月12日）は、スイスの下院議員を務め、法学者、哲学者、著名な文筆家としても知られる。日本では『幸福論』、『眠られぬ夜のために』の著者として有名。
敬虔なキリスト教徒として、神、人間、生、死、愛などの主題を用いて、現代の預言者とも評されるほどの思想書を書き残した。また、そのようなテーマに深く踏み込んでいながらも、彼の著作には、非現実的な、空想的要素は含まれないという特徴がある。

## 経歴
- 1833年：スイスのザンクト・ガルレン州のヴェルデンベルクに生まれる。
- 1844年：州立ギムナジウムに入学。宗教教育を受け、古典学、英文学、仏文学を学ぶ。
- 1851年：ドイツのゲッティンゲン大学に入学。法律学、哲学、歴史を学ぶ。
- 1852年：ハイデルベルク大学に移り、法律の研究に専念。
- 1854年：ドクトル（Doktor）の称号を得た後、ロンドン、パリに遊学。
- 1855年：キュール市で弁護士を開業。
- 1856年：歩兵将校として法務に就く。
- 1857年：ヨハンナ・ゲルトナーと結婚。
- 1873年：ベルン大学正教授となり、スイス国法、国法学、国際法を講義。
- 1890年：ウェルデンベルク区選出の代議士となる。
- 1892年：スイス陸軍裁判長。
- 1902年：ベルン大学総長。
- 1909年：ハーグ国際仲裁裁判所のスイス委員に任命される。
- 1909年10月12日：心臓麻痺で永眠（77歳）。

## 思想
ヒルティについて最もよく知られている業績は、『幸福論』、『眠られぬ夜のために』などに代表される宗教的倫理的著作である。その他、法律家、政治家として著した著作も、すべて一貫したキリスト教信仰の精神に基づいている。ヒルティのキリスト教思想の特徴として、聖書の言葉を大変重んじていることが挙げられる。彼が最も愛読して感化を受けた書物は聖書であった。彼の著作の中では、聖書の語句を大変頻繁に引用しており、それを通して、キリスト教信仰者としてのあり方や、神への揺るぎない信頼と愛による忍耐を自身の経験を通じて述べている。聖書内でしばしば引用される書籍として、各福音書、詩篇、イザヤ書等の預言書などが挙げられる。聖書では、福音書内のキリストの御言葉を最重要視し、その他の書は添え物にすぎないとも言っている。ただし、これは聖書内のその他の書物を軽視するものではない。
聖書以外でもヒルティがしばしば引用する著作として、ストア哲学のエピクテトスやマルクス・アウレリウス、詩人のダンテなどがある。
確固とした信仰に根付いた生活を世の中でしていくために、さまざまな処世術や思考法、対処法などが著されており、中でも摂生的生活を旨としたヒルティが強調しているのは享楽を避けることである。ヒルティが避けるべきと繰り返し主張することとして、飲酒が挙げられる。彼は禁酒運動に力を入れ、『禁酒運動における大学生の使命』『禁酒運動における主な障害について』等の論文を著し、彼の助力でスイス国会で大多数をもってアブサン禁酒令が1908年に可決された。
その一方で、極度の心身疲労時などに、極めてごく少量のアルコール飲料を就寝前の薬用として用いるといったことに関しては健康上有益な場合もあるだろうとの記述も残っている。但し、不眠に対処をするための飲酒は厳禁としていて、代わりにりんごや蜂蜜などの軽い食べ物を勧めている。
また、彼自身は、そういった禁酒をその生涯の早い時期から行っていた訳ではなく、また、何よりもかつてイエス・キリスト御自身が必ずしも葡萄酒を遠ざけるということはなさらなかったということもあり、完全な禁酒に踏み切るまでにはかなりの時間が掛かったとも述べている。
その他、享楽と呼ばれるあらゆることを避けることを奨励している。これは、彼が、神経病や精神病についても造詣が深く、その疾病を避けるための、質素な信仰生活を尊ぶためである。
キリスト教信仰による生活が最良のものとしながらも、他宗教に関しての造詣も深い。代表として仏教、インド哲学、中国哲学、イスラム教に関しても言及がなされている。同時に、当時のキリスト教の状態にも苦言を呈しており、形式的な教会通い、修道院生活、瞑想漬けの生活などの形だけの信仰のあり方を批判しており、教会制度の欠陥についても述べている。また、ヒルティの思想で指摘されることとして、キリストの死によって罪が赦されたという贖罪意識が薄いということ、社会主義や唯物論に否定的であることが挙げられる。
しかしながら、彼は、やはり彼の最も重要な研究対象のひとつであった聖書と、そして、かつて神の子として地上に現れたイエス・キリスト自身が日々語り給うた言葉と、その行いを、全身全霊をもって把握し、模倣し、実行することだけが、人類にとっての唯一の福音であり、人が救われる道は、ただキリストの福音以外には決して存在しないだろうと結論付けた。また、その教えには恒久的な価値があるため、現代のどのような先進文明国にも必要なものであるだろうと考えた。

## エピソード
- 享楽生活を捨てる前のゲッティンゲン大学時代には、普通の学生と同じく奔放な生活を送って、酒宴や決闘の場に参加したこともあったという。
- 大学の講義は早朝に行うことを好み、冬は8時、夏は7時に行った。大学が彼の75歳の誕生日を祝う催しについて時間の都合を聞いたところ、「最も都合のよいのは朝の7時」と答えたという。
- ハーグ平和会議については、「この会議はあまりにも大規模なので、鈍重であって敏活にははたらくことができない。英独間の経済競争や、日米間の野心や勢力意識の相違のような深い隙間は、どんな平和会議をもってしても到底除かれない。平和はまず、心から平和を愛し、そして平和でありうる多数の個々人の間で成立するのでなければならない。そうすれば次第に国民の間に平和が実現するのであって、それまでは決して平和は成立しない。」と述べている。
- ヒルティは、愛妻であるヨハンナ・ゲルトナーの優秀さを間近で見ていたことも関係し、婦人解放運動に積極的にかかわった。
- 日本には、東京大学の哲学講師であり、彼の著書の愛読者であったケーベル博士によって初めて紹介され、以後親しまれてきた。

## 著作
- 『ヒルティ著作集』全11巻、白水社、初版1958-59、新版1978-79ほか

第1巻『幸福論1』氷上英広訳
第2巻『幸福論2』斎藤栄治訳
第3巻『幸福論3』前田護郎・杉山好共訳、※各・新装版2012　
第4巻『眠られぬ夜のために1』小池辰男訳、※新装版1996
第5巻『眠られぬ夜のために2』登張正実・小塩節訳
第6巻『愛と希望』(人間をそだてる芸術／友情について／ダンテ／神の国はどうして来るか)秋山英夫訳
第7巻『同情と信仰』（法か同情か／不幸における幸福／女性問題について／ジエノアのカタリーナ／より力づよいキリスト教／天国／ジャン・ドウ・ベルニエール＝ルヴイニの手記より）岸田晩節訳　
第8巻『悩みと光』（読書について／演説について／神経衰弱について／病める魂／永遠の生命／力の秘密）国松孝二等訳　
第9巻『キリストの福音』（誕生から伝道開始まで／ガリラヤ伝道／エルサレム行と受難／復活と昇天／再臨の待望）中沢洽樹訳
第10巻『人間教育』（スイス的教育の根本思想について／結婚の神聖について／商業道徳について／新聞界の教育について／老年について）高橋三郎訳 　
第11巻『永遠の平和』（マキアヴェリとヴィーコ／スイスの将来／歴史における主観的要素について／永遠の平和）秀村欣二・荒井献訳　
- 『ヒルティ選集』東京創元社、1956-59

第1・2巻『眠られぬ夜のために』前田敬作訳。改訳版・筑摩叢書 1972、新版1985　
第3巻『幸福論 第1』矢内原伊作・塩谷饒訳　
第4巻『幸福論 第2』吉村博次訳　
第5巻『人生論』塩谷饒訳
- 草間平作・大和邦太郎訳『幸福論』岩波文庫（全3巻）、のちワイド版
- 草間平作・大和邦太郎訳『眠られぬ夜のために』岩波文庫（全2巻）
- 渡辺義雄訳『眠られぬ夜のために』角川文庫、1959
- 樺俊雄訳『眠れぬ夜のために』新潮文庫（上下）、1959-63
- 秋山英夫訳『人生論』角川文庫、改版1968
- 秋山英夫訳『幸福論』角川文庫、改版1968
  - 『幸福論』角川ソフィア文庫、2017、解説鷲田小彌太。上記2冊の新編・抄訳版

※なお『幸福論』最初の訳者は平田元吉で1913年
- 丸川仁夫訳『永遠の光の中に:カール・ヒルテイ随想集』、1936
- 陶山務訳『病める魂:永遠の生命』第一書房、1937
- 守谷英次訳『教育の仕方』近藤書店、1942
- 佐久間政一訳『讀書・演説・教養』文修堂、1944　
  - 『ヒルティの読書術』良種出版、2024、平本賢士訳。上記第一章「読書論」の新訳
- 秋山英夫訳『読書と演説』角川文庫、1970
- 中沢洽樹訳『結婚の神聖について:他二編』新教出版、1946
- 黒崎幸吉訳『力の秘訣・人生の階段』三一書店、1952
- 正木正訳『心の糧』角川文庫、1956

以下は編訳版（抜粋読本）
- 斎藤栄治編『幸福論』白水社、新装版1995・2008（著作集より抜粋）
- 齋藤孝編訳『自分の人生に一番いい結果を出す幸福術』三笠書房、2007

各・改題新版、三笠書房、2018、同・知的生きかた文庫、2012
- 金森誠也訳『心の病を癒す生活術』PHP研究所、2010
- 秋山英夫訳『希望と幸福　ヒルティの言葉』社会思想社、新版1992

### 伝記
- 『ヒルティ伝―ある偉大なるスイス人の生涯と活動』白水社、1959、新装復刊2008

アルフレート・シュトゥッキ／国松孝二・伊藤利男訳